# St. Nikolaus (Liesing)

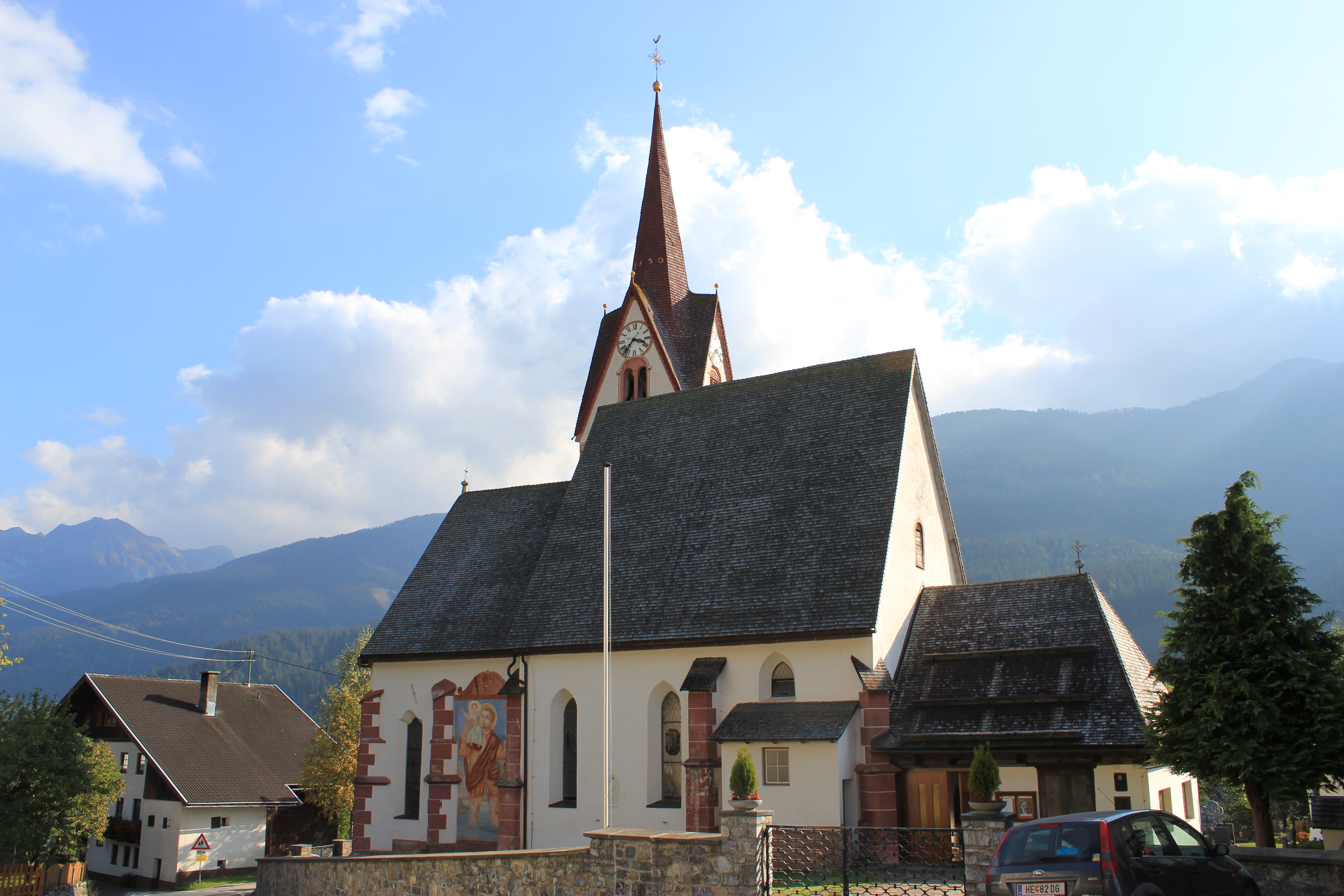

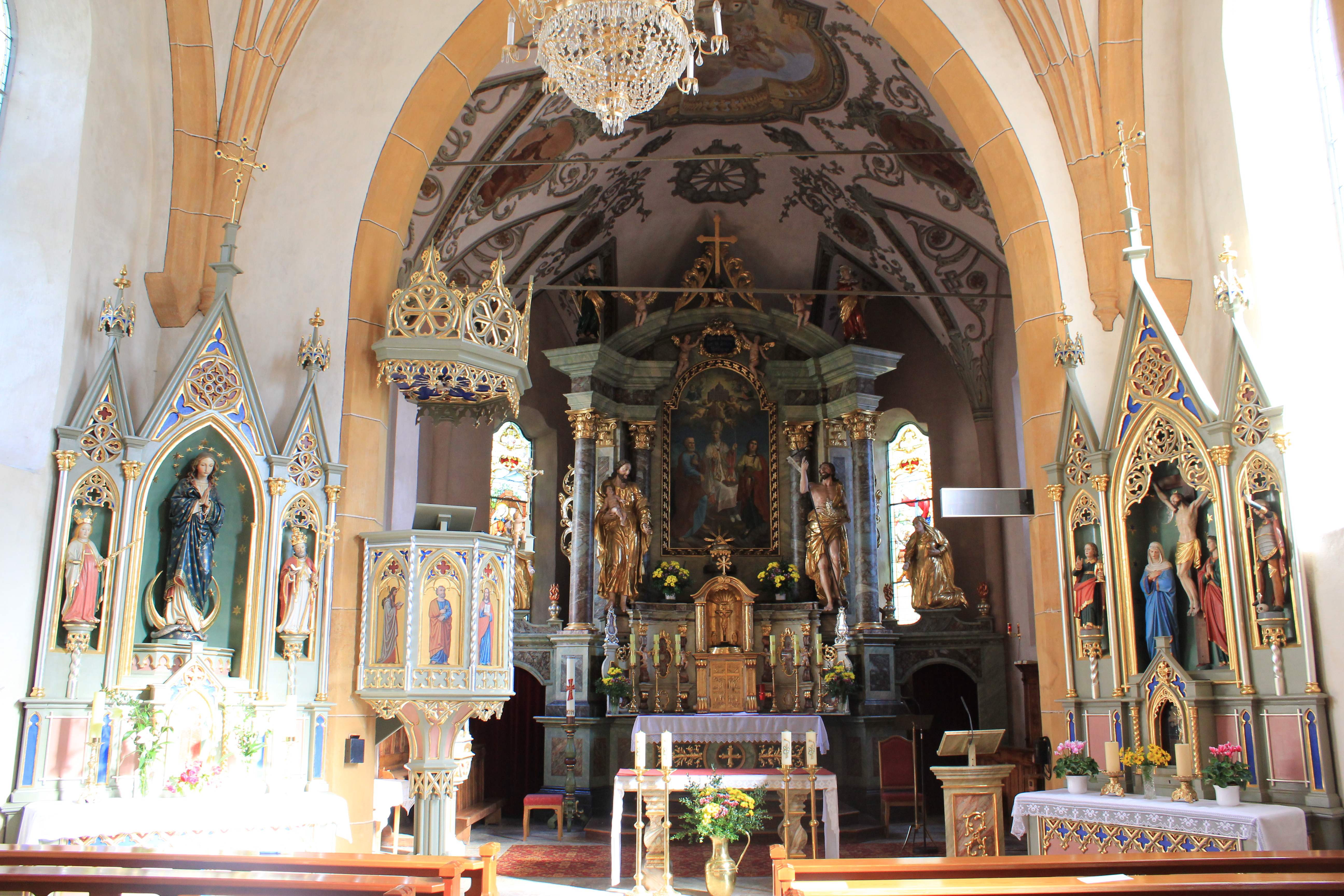
Innenansicht

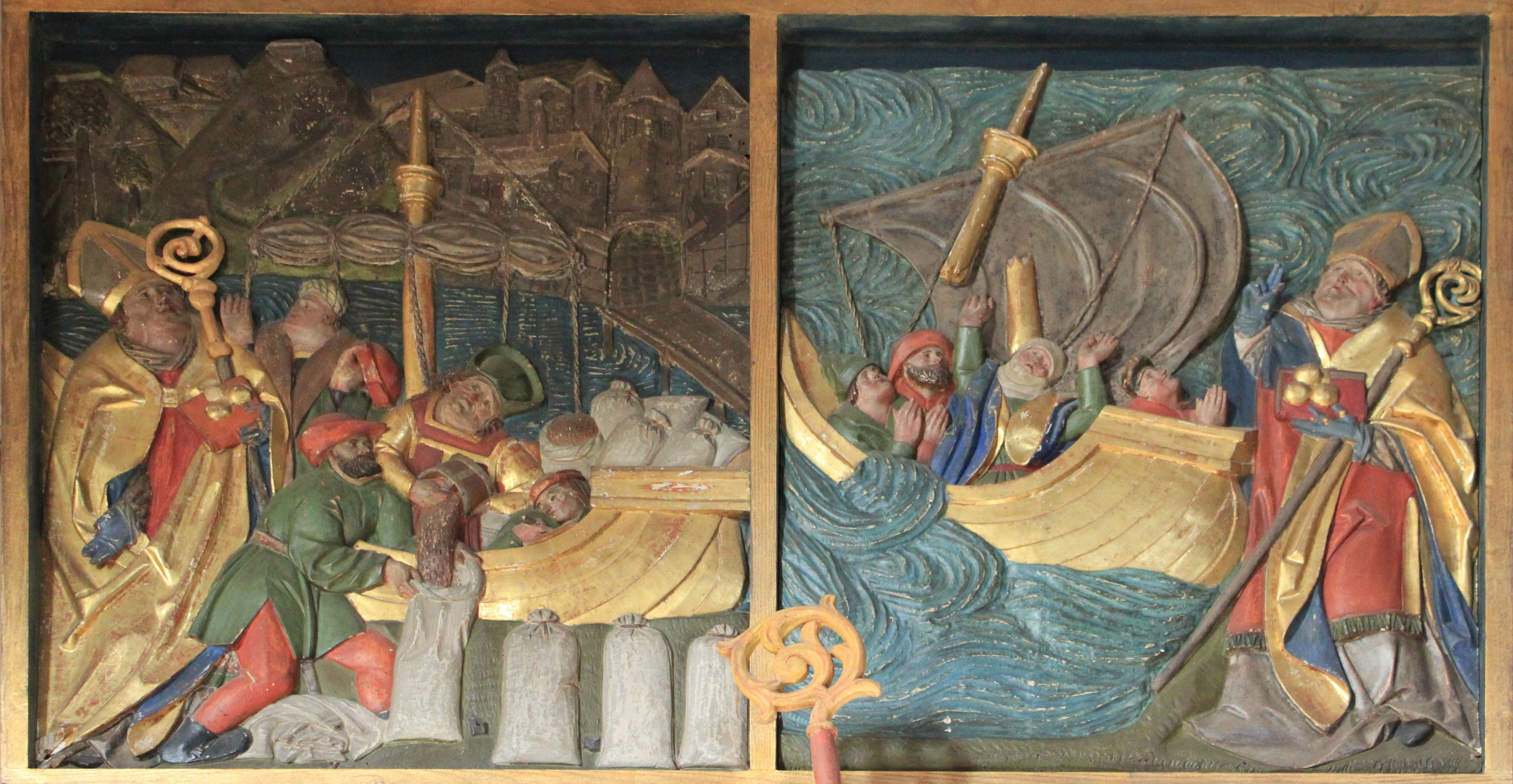
Relief mit Nikolauslegende

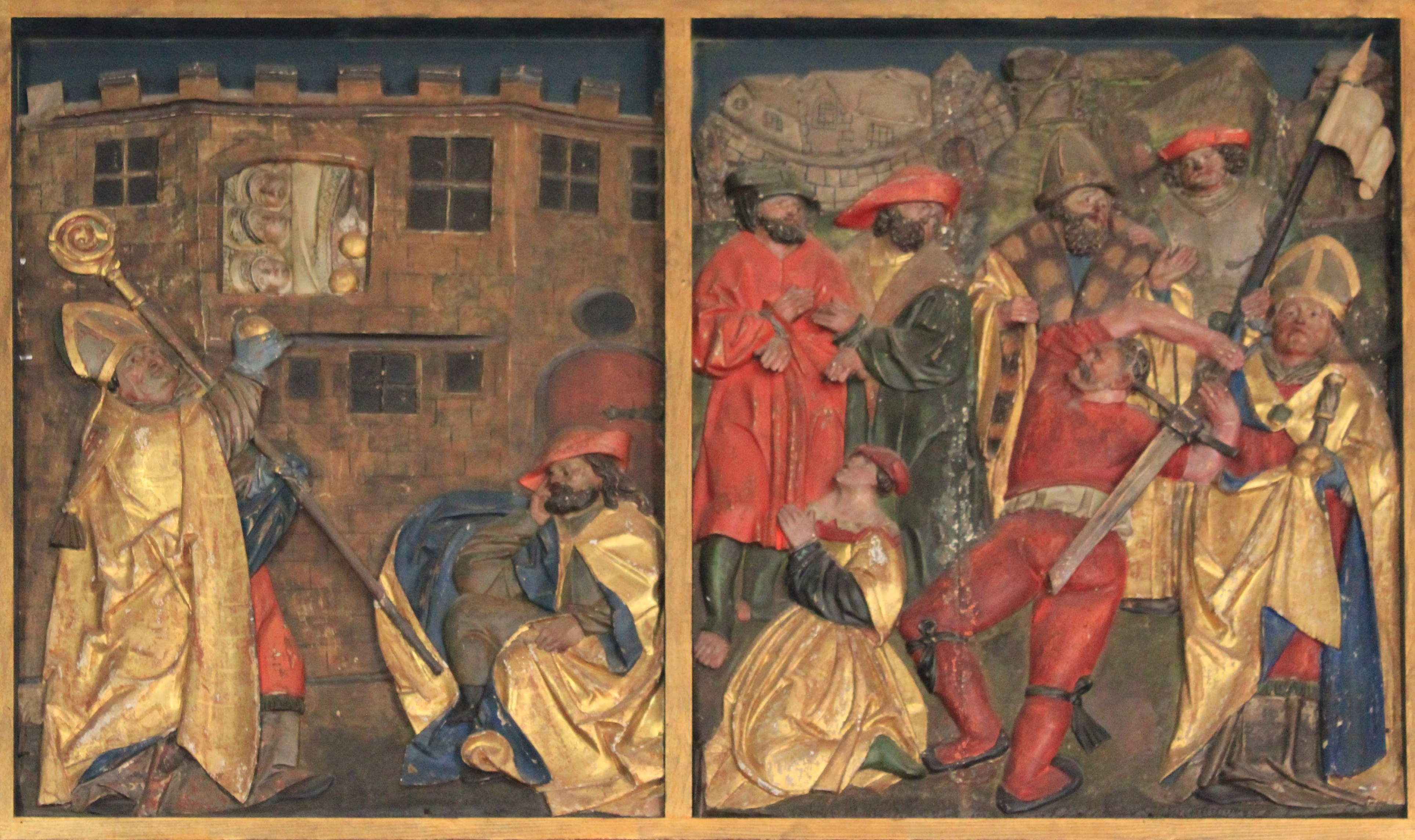
Relief mit Nikolauslegende

Die römisch-katholische Pfarrkirche Liesing in der Gemeinde Lesachtal (Kärnten) ist dem heiligen Nikolaus geweiht. Zur Pfarre Liesing gehören auch die Filialkirchen von Klebas, Niedergail, Obergail, Oberring und Tscheltsch.

## Geschichte
Eine Kirche in Liesing wurde erstmals 1321 erwähnt. 1429 wurde Liesing zur Pfarre erhoben. Nach einem Türkeneinfall wurde die Kirche 1485 von Pietro Carlo, dem Bischof von Caorle, neu geweiht. Im 18. Jahrhundert wurden das Gewölbe, die Fenster und das Portal erneuert. 1869 wurde der Sakralbau neobarock renoviert und bei der Restaurierung von 1962 bis 1965 wieder regotisiert.

## Bauwerk
Der mittelgroße Bau setzt sich aus einem dreijochigen Langhaus mit einem hohen Satteldach und einem niedrigeren, zweijochigen, eingezogenen Chor mit 3/8-Schluss zusammen. Das Langhaus wird nord- und südseitig von je zwei abgetreppten Strebepfeilern gestützt, der Chor von dreikantigen Streben. Das Christophorusfresko an der nördlichen Chorwand stammt vom Anfang des 16. Jahrhunderts und wurde 1936 restauriert.
Der massige Turm mit Pilasterdekor von 1800 schließt südlich an den Chor an. Er hat ein hohes Sockelgeschoß, in dem sich die Sakristei befindet, Schießschartenöffnungen, Fenster mit Maßwerknasen und in den Spitzgiebelfeldern zweiteilige Kielbogenschallfenster mit Mittelsäulen. Bekrönt wird er von einem Spitzhelm.
In der großen Pfeilervorhalle ist eine Kriegergedenkstätte untergebracht. In Nischen stehen die Statuen Christus im Leid und des heiligen Antonius von Padua. In vertieften Feldern sind drei Heiligenbüsten gemalt. Weiters befindet sich eine moderne Holzstatue des Niklaus von Flüe in der Vorhalle.
Durch das barockisierte Westportal mit spätbarocker Holztür wird die Kirche betreten.
Bei der Barockisierung wurden im Langhaus die gotischen Gewölberippen abgeschlagen; im 20. Jahrhundert wurden die Rippen wieder illusionistisch aufgemalt. Erhalten sind die gekehlten gotischen Wandpfeiler mit Runddiensten.
Ein eingezogener Triumphbogen, der spitzbogig und abgefast ist, verbindet das Langhaus mit dem Chor. Über dem Chor spannt sich ein Muldengewölbe mit Stichkappen über halbrunden Wandvorlagen. Die barocken Deckengemälde aus dem späten 18. Jahrhundert im Chor zeigen im Mittelfeld zwei Engel mit Kreuz und seitlich Moses und die heilige Sophia.
Von der südlichen Chorwand führt ein abgefastes Spitzbogenportal in die Sakristei mit spätgotischem Sternrippengewölbe. Über der Sakristeitür ist ein päpstlicher Ablassbrief angebracht. Die spätbarocken Kompositbogenfenster des Chores wurden 1922 neu verglast, die erneuerten Lanzettfenster im Langhaus 1935/36.
Die zweigeschoßige, gemauerte Westempore besitzt eine gotisierende Holzbrüstung, die wie die Kirchenbänke von Josef Sulzenbacher und Georg Stöffler angefertigt wurden.

## Ausstattung
Der spätbarocke Hochaltar zeigt im Mittelbild die Heiligen Nikolaus, Petrus und Margareta. Über den Heiligen halten Engel ein Modell des Petersdoms. Das Mittelbild wird von den Statuen der Heiligen Josef und Johannes der Täufer flankiert. Über den Opfergangsportalen stehen Fanz Xaver und Katharina von Siena. Die Engel über dem Mittelbild halten eine Kartusche mit der Aufschrift „Jesus ist wunderbar in seinen Heiligen“. Am gesprengten Segmentgiebel sitzt Gottvater. Über den zwei vorschwingenden Säulen stehen der heilige Paulus und eine Heilige.
An den beiden Chorwänden sind vier Schnitzreliefs des ehemaligen, spätgotischen Hochaltars angebracht. Sie wurden um 1520 in der Werkstatt des Rupert Potsch aus Brixen gefertigt. Darauf sind Szenen aus der Nikolauslegende zu sehen: die Rettung eines Schiffes im Sturm, die Getreidespende für Myra, die drei Jungfrauen und die goldenen Äpfel. Drei weitere Figuren vom ehemaligen Hochaltar, die Heiligen Nikolaus, Petrus und Margareta, sind in Verwahrung und werden an Feiertagen am Hochaltar aufgestellt.
Die spätgotische Schnitzfigur des heiligen Nikolaus an der nördlichen Chorwand stammt aus der Mitte des 15. Jahrhunderts, das geschnitzte Vesperbild an der nördlichen Langhauswand von 1400.
Die beiden neugotischen Seitenaltäre wurden, wie auch die Kanzel, 1868/69 von Thomas Waldner angefertigt. Die Mittelfigur des linken Altars ist eine von Josef Bachleitner 1930 geschaffene Maria Immaculata. Die beiden seitlichen, vermutlich gotischen Statuetten stellen die heilige Margareta und einen Papst, Petrus oder Zacharias, dar.
Am rechten Seitenaltar ist eine szenische Darstellung mit Christus am Kreuz sowie Maria und Johannes aus dem 19. Jahrhundert zu sehen. Die gotischen Statuetten in den Nebennischen stellen den Evangelisten Johannes und vermutlich den heiligen Chrysanthus dar. Die Gemälde am Kanzelkorb stellen Christus mit Buch, die Apostel Petrus, Paulus, Andreas und Jakobus den Älteren dar.

## Orgel
1903 errichtete der Orgelbauer Albert Mauracher (Salzburg) eine Orgel mit 10 Registern auf einem Manual und Pedal und pneumatischer Traktur. 1922 wurde das Instrument von der Orgelbaufirma Caecilia (Salzburg) in der Höhe gekürzt und auf der neu erbauten oberen Empore wieder aufgestellt. Dieser Aufstellungsort erwies sich akustisch als unbefriedigend. Im Zuge der Innensanierung der Kirche wurde das Instrument an die Benediktinerabtei auf der Insel Mjlet in Kroatien verkauft und dort wieder aufgestellt, während in St Nikolaus auf der unteren Empore eine neue Orgel errichtet wurde. Gebaut wurde das Instrument im Jahre 2004 von der Orgelbaufirma Ferdinand Salomon (Wien-Leobendorf). Es hat 14 Register auf zwei Manualen und Pedal. Die Spiel- und Registertraktur ist mechanisch. Das Gehäuse ist in grün-roten Farbtönen gehalten.
| I Solowerk C–f3 |                    |    |
| 1.              | Copl maior         | 8′ |
| 2.              | Copl minor         | 4′ |
| 3.              | Cornettino (ab c1) | 3′ |

| II Hauptwerk C–f3 |            |       |
| 4.                | Principal  | 8′    |
| 5.                | Porten     | 8′    |
| 6.                | Octav      | 4′    |
| 7.                | Flöte      | 4′    |
| 8.                | Quint      | 3′    |
| 9.                | Superoctav | 2′    |
| 10.               | Quint      | 1 ⁄2′ |
| 11.               | Mixtur III | 1′    |

| Pedal C–d1 |               |     |
| 12.        | Subbass       | 16′ |
| 13.        | Principalbass | 8′  |
| 14.        | Octavbass     | 4′  |

- Koppeln: Manualschiebekoppel I/II, II/P.